# Spirituál (hudba)
Spirituál je černošská duchovní píseň vztahující se ke Starému zákonu (nejčastěji k příběhu vyvedení Izraelitů Mojžíšem z egyptského otroctví) nebo k Bibli obecně. Spirituály vznikaly jako projev náboženské víry i touhy po svobodě u amerických, ale i afrických černochů. U původních spirituálů zpravidla není znám autor, jde tedy o svého druhu lidové písně.

## Historické pozadí
Spirituály bývaly vyjádřením náboženského přesvědčení, ale často současně i sociálně-politického protestu proti nesvobodě nebo začlenění do bílé americké kultury. Původem jsou tyto písně od zotročených Afričanů. Otroctví bylo do evropských kolonií zavedeno v roce 1619 (nicméně první otroci byli dovezeni již za života Kryštofa Kolumba) a nahradili tak v 17. století smluvní pracovníky jako mnohem ekonomičtější pracovní síla. Tento stav trval během celého 18. století a většinu století 19. Zrušení otroctví dne 31. ledna 1865 schválilo 27 z celkem 36 amerických států.
Po dobu otroctví ve Spojených státech vládnoucí bílá vrstva ve většině oblastí systematicky potlačovala prvky africké kultury, které mezi černochy stále přetrvávaly. Černým otrokům bylo zakázáno mluvit jejich rodnými jazyky, bubnovat, praktikovat jejich přírodní náboženství nebo muslimskou víru. Otrokáři nutili otroky přijmout křesťanství a nadále právě křesťanství používali jako nástroj k utlačování. Černoši byli z Afriky zvyklí přejímat náboženství svých přemožitelů, takže jim nedělalo příliš velké problémy přijmout ani křesťanství.
Černoši praktikovali novou víru s využitím svých původních zvyků. Africký vliv na celou americkou kulturu je v tomto smyslu evidentní. To platí i pro hudbu náboženskou a liturgickou i pro další hudební projevy. Africké rytmy se projevují především synkopickými hudebními styly. V porovnání se stylem bohoslužeb bílých byly africké bohoslužby mnohem živější, hlasitější a spontánnější.
Protože se otroci obvykle nemohli vyjadřovat svobodně, často své bohoslužby dělali v tajnosti. Podobně do svých písní ukrývali svá vyjádření, své city, ale i praktické informace o tom, jak se dostat z otroctví na svobodu. Spirituály tedy převážně obsahovaly citové výlevy jednotlivců i celého shromáždění. Tyto duchovní písně vznikaly velmi často spontánně při bohoslužbách, kdy jeden schopný zpěvák nebo kazatel předzpěvoval a auditorium odpovídalo.

## Související hudební styly
Přestože není možné spirituál chápat jako hudební styl, je možné najít druhy hudby, které se spirituály nějakým způsobem souvisí.
- Gospel - duchovní píseň v oblasti duchovní černé hudby komplementární k definici spirituálu
- Jazz, Rock, Blues - stejně jako spirituál má kořeny mezi černochy
- a další

## Interpretace

### Způsoby interpretace
Spirituály je možné interpretovat mnohými hudebními žánry jako orchestr, rocková kapela, akapela, folkové pojetí a dalšími.

### Nejznámější zahraniční interpreti

#### Zpěváci
- Louis Armstrong
- Mahalia Jackson
- Paul Robeson

#### Kapely a soubory
- Fisk Jubilee Singers
- Golden Gate Quartet
- The Jackson Singers

### Rádia
- Radio Proglas
- Country Radio

### Zpěváci, kapely a soubory
- Spirituál Kvintet Archivováno 17. 2. 2010 na Wayback Machine.
- Vokální akapelový soubor Geshem
- Vokální soubor Pětník
- Vokální soubor VocKap
- Plzeňský soubor Touch of Gospel
- Irena Budweiserová
- International A Cappella Group LET´S GO!

### Obecně o spirituálech
- Občanské sdružení Gospel Train

### Stránky v angličtině
- Negro Spirituals